# Illes Balleny
Les Illes Balleny formen una cadena d'illes deshabitades, principalment volcàniques, a l'oceà Antàrtic, al llarg d'uns 160 km en direcció nord-oest/sud-est. Les illes es troben fortament cobertes per glaceres i són d'origen volcànic. Llengües de gel es projecten des dels seus vessants cap a l'interior del mar.
El grup consta de tres illes principals: Young, Buckle i Sturges, que queden a la mateixa línia de nord-oest a sud-est, i alguns illots petits i roques:
- al nord-est de l'Illa Young: Roques Seal, Pillar
- al sud-est de l'Illa Young: Illa Row, Illa Borradaile (amb un refugi anomenat Base Swan)
- al sud de l'illa Buckle: Con Scott, Illot Chinstrap, Illot Sabrina (amb el Refugi Sabrina), i The Monolithos

## Les illes i roques de nord a sud
| Illa/roca                             | Àrea (km²) | alçada màxima                |
| ------------------------------------- | ---------- | ---------------------------- |
| Young Island i illes satèl·lit        |            |                              |
| Seal Rocks                            | 0,0        | 15 m                         |
| Pillar                                | 0,0        | 51 m                         |
| Young Island                          | 225,4      | Freeman Peak, 1340 m         |
| Row Island                            | 1,7        | 183 m                        |
| Borradaile Island                     | 3,5        | 381 m                        |
| Beale Pinnacle                        | 0,0        | 61 m                         |
| Buckle Island i illes satèl·lit       |            |                              |
| Buckle Island                         | 123,6      | 1238 m                       |
| Scott Cone                            | 0,0        | 31 m                         |
| Eliza Cone                            | 0,0        | 67 m                         |
| Chinstrap Islet                       | 0,0        | -                            |
| Sabrina Island                        | 0,2        | 90 m                         |
| The Monolith                          | 0,1        | 79 m                         |
| Sturge Island (no té illes satèl·lit) |            |                              |
| Sturge Island                         | 437,4      | Brown Peak (1705 m o 1524 m) |
| Balleny Islands                       | 781,8      | Brown Peak (1705 m)          |

El Cercle polar antàrtic passa molt a prop de l'Illa Borradaile, al canal de vuit quilòmetres que hi ha entre l'Illa Young i l'Illa Buckler. L'Illa Buckle i els veïns Illots Sabrina són la llar d'algunes colònies de pingüins Adelia (Pygoscelis adeliae) i pingüins de barbeta -altrament anomenants "de cara blanca"-(Pygoscelis antarctica).
Els capitans baleners John Balleny i Thomas Freeman van ser els primers a albirar el grup el 1839, Freeman va ser la primera persona a desembarcar a alguna de les illes el 9 de febrer de 1839, essent aquell el primer desembarcament al sud del Cercle polar antàrtic. L'àrea total de les illes és de 400 km² i el punt més alt arriba als 1.524 m, el mai escalat Pic Brown a l'Illa Sturges.
Les illes són reclamades per Nova Zelanda com a part de la Dependència Ross, però aquesta reclamació està en suspens en virtut del Tractat Antàrtic.